# Santiago de los mares
Santiago de los mares (en inglés: Santiago of the Seas) es una serie de televisión animada CGI estadounidense creada por Niki Lopez, Leslie Valdés y Valerie Walsh Valdés que se estrenó en Nickelodeon y Nick Jr. el 9 de octubre de 2020.

## Argumento
El Capitán Santiago, su rana mascota Kiko, su primo Tomás y su amiga sirena Lorelai son los Piratas Protectores de Isla Encanto.

## Personajes
- Santiago Montes: es un niño pirata de 8 años que con sus amigos se embarcan en rescates, descubren tesoros escondidos y mantienen a salvo el Caribe en alta mar.
- Tomás Montes: es el primo de 6 años y primer compañero de Santiago. Utiliza una guitarra cuyos sonidos provocan distintos efectos como ondas sónicas, comunicación con animales o control mental.
- Lorelai: es una sirena de 150 años que equivalen a 8 años humanos. Es la mejor amiga de Santiago y Tomás. Con su brazalete brillante cambia entre sus dos formas: humana y sirena.
- Kiko: es una ranita amarilla y la fiel mascota de Santiago, quien lo ayuda muy bien en las misiones. Le encanta resguardarse en el sombrero de Santiago.
- Tina Montes: es la hermana de Tomás es ingeniera e inventora y un miembro ocasional de la tripulación de su primo Santiago. Aunque lleva gafas no puede ver bien por lo que muchas veces lleva un bastón blanco.

### Antagonistas
- Bonnie Bones: es la capitana de "El calamar" y tiene apariencia punk-rock. Es grosera, egocéntrica y se concentra únicamente en tener el mayor poder y el mayor botín. Su tripulación se compone de:
  - Sir Butterscotch: Es un cuervo hablador que ayuda a Bonnie Bones en sus fechorías. Principal antagonista de Kiko.
  - Kitty Cat Crew: La tripulación de gatitos de Bonnie Bones.

- Enrique Real de Palacios III: es un niño egoísta y fanfarrón que quiere tenerlo todo. Es inventor y pirata que comanda su barco "El Palacio" con su tripulación de ratones y con:
  - Primera: su ratón mascota principal.

- Escarlata la pirata: Es la bruja pirata del mar. Es mitad medusa y mitad niña humana y tiene la capacidad de llamar a un grupo de medusas para que la ayuden. Su objetivo es convertirse en gobernante de los Siete Mares y le gusta ser el centro de atención. Principal antagonista de Lorelai, de quien tiene envidia por sus poderes de sirena.
  - Rosita: Hermana menor de Escarlata y primera oficial del barco. Era una medusa hasta que Escarlata le derramó por error una poción que la convirtió en niña-medusa, pero conserva los poderes eléctricos de las medusas.

## Voces

### Original
- Santiago Montes - Kevin Chacon (temporada 1),[1][2] Valentino Cortes (temporada 2)
- Tomás - Justice Quiroz
- Lorelai - Alyssa Cheatham[3]